# Franco Basaglia
Franco Basaglia, född 11 mars 1924 i Venedig, död 29 augusti 1980 i Venedig, var en italiensk psykiatriker och professor.
År 1968 publicerade Basaglia boken L'istituzione negata, i vilken han beskriver sina erfarenheter som direktor för det psykiatriska sjukhuset i Gorizia.
Basaglia föreslog nedläggning av mentalsjukhusen och var pionjär för begreppet mental hälsa. Han grundade organisationen Democratic Psychiatry och stod 1978 bakom Legge Basaglia, vilken avskaffade mentalsjukhusen.
Franco Basaglia avled 1980 i sviterna av en hjärntumör.